# Shakkanhō
Shakkanhō (japanisch 尺貫法) ist ein altes japanisches Maßsystem für Längen, Volumina, Flächen, Gewichte und Geld. Es basiert auf dem chinesischen Maßsystem, das in ganz Ostasien Verbreitung fand.

## Zusammenhang mit Metermaß
Das japanische Eichsystemgesetz von 1891 legt folgendes fest:
Beachte: Die im nachfolgenden gegebenen Maßeinheiten wichen im Altertum teilweise stark von den gegebenen Werten ab.
| 1 Jō (丈)           | = 100/33 m |
| 1 Kanejaku (曲尺)   | = 10/33 m  |
| 1 Kujirajaku (鯨尺) | = 25/66 m  |

Das Kurzwort Shaku (尺) steht normalerweise für Kanejaku (曲尺). Das 25 % größere Kujirajaku (鯨尺) wird heutzutage fast gar nicht mehr gebraucht.

## Länge
Die traditionellen japanischen Längenmaße werden noch heute in einigen Branchen regulär verwendet, obwohl Japan schon lange das metrische System eingeführt hat. Dazu gehören die Landwirtschaft, das Zimmermannshandwerk, das Schwertschmiedehandwerk und bestimmte einheimische Handwerke wie die Bōgu-Macherei. Die Maße sind in Relation zum Meter definiert.
| Einheit | Kanji  | Größe                      | Meter     | Meter    |
| ------- | ------ | -------------------------- | --------- | -------- |
| Mō      | 毛, 毫 |                            | 1/33.000  | 0,03 mm  |
| Rin     | 厘     | 10 Mō                      | 1/3300    | 0,30 mm  |
| Bu      | 分     | 10 Rin                     | 1/330     | 3,03 mm  |
| Sun     | 寸     | 10 Bu                      | 1/33      | 3,03 cm  |
| Shaku   | 尺     | 10 Sun                     | 10/33     | 3,03 dm  |
| Ken a   | 間     | 6 Shaku                    | 20/11     | 1,81 m   |
| Jō      | 丈     | 10 Shaku                   | 100/33    | 3,03 m   |
| Chō     | 町     | 360 Shaku = 36 Jō = 60 Ken | 1200/11   | 0,109 km |
| Ri      | 里     | 12.960 Shaku = 36 Chō      | 43.200/11 | 3,927 km |

Ein Shaku entspricht in etwa dem früher in Europa und heute noch in den USA üblichen Fuß. Es gibt daneben ein weiteres Shaku, das Kujirajaku (鯨尺) von 25/66 Meter (0,378 m), das aber weniger verbreitet war. Üblich ist das Kanejaku (曲尺).
Durch unterschiedliche Transkriptionen finden sich vereinzelt, vor allem in älteren Texten, auch die Bezeichnungen Sung und Sonn für Sun – 寸 – sowie Sasi für Shaku – 尺 – und Jo für Chō – 町.
Fußnote

## Fläche
| Einheit | Kanji | Größe               | in SI-Einheiten  | in SI-Einheiten       |
| ------- | ----- | ------------------- | ---------------- | --------------------- |
| 1 Shaku | 勺    |                     | 4/121 m²         | ≈ 3,3058 dm²          |
| 1 Gō    | 合    | 10 Shaku            | 40/121 m²        | ≈ 33,058 dm²          |
| 1 Jō    | 畳    | 5 Gō = ½ Tsubo      | 200/121 m²       | ≈ 1,6529 m²           |
| 1 Tsubo | 坪/歩 | 10 Gō = 1 Ken2      | 400/121 m²       | ≈ 3,3058 m²           |
| 1 Se    | 畝    | 30 Tsubo            | 12.000/121 m²    | ≈ 99,174 m²           |
| 1 Tan   | 段/反 | 300 Tsubo = 10 Se   | 120.000/121 m²   | ≈ 991,736 m² ≈ 9,92 a |
| 1 Chō   | 町    | 3000 Tsubo = 10 Tan | 1.200.000/121 m² | ≈ 9917 m² ≈ 0,992 ha  |

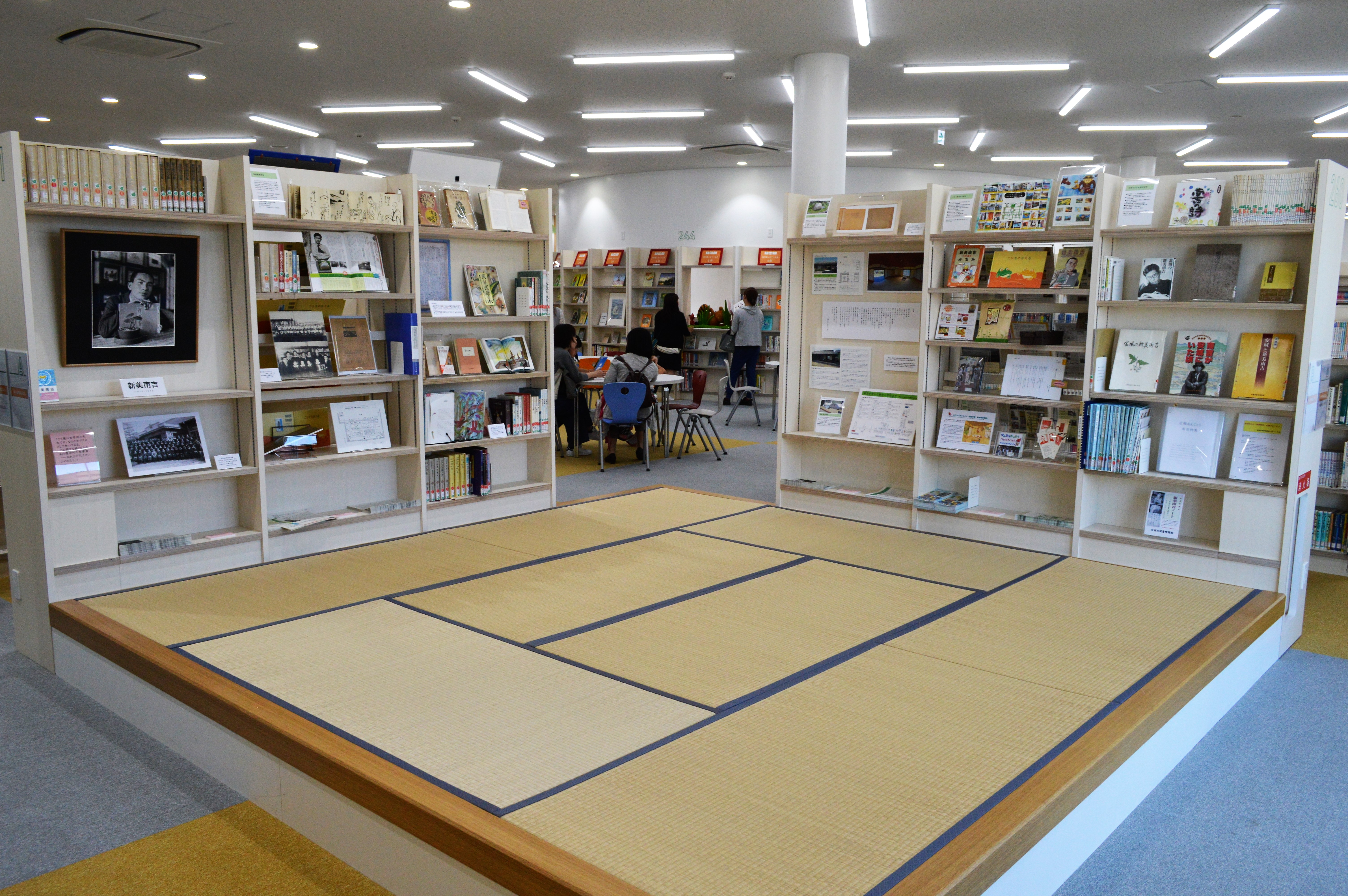
Fläche – Acht Jō (Tatami) / vier Tsubo – ≈ 13,2 m² groß.

- Flächenmaße und Längenmaße hängen durch die Definition 1 Tsubo – 坪, 歩 = 1 Ken2 – 間2 – miteinander zusammen.
- Die Größe eines Jō – 畳 – kann von den regional unterschiedlichen Tatamigrößen unterschiedlich ausgelegt werden.

## Volumen

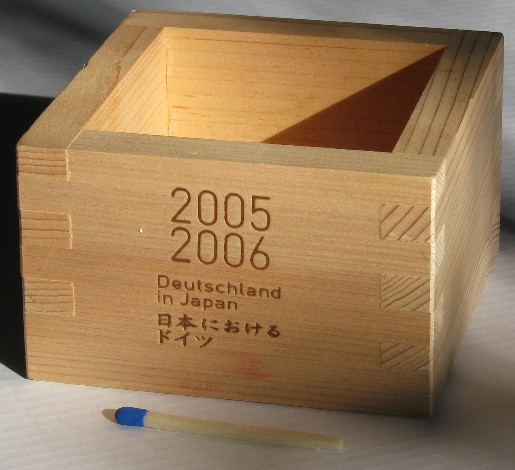
Sake-Trinkgefäß (1 gō – ≈ 0,18 l) bei feierlichen Anlässen

Die traditionellen japanischen Volumenmaße haben teilweise noch heute Bedeutung (Reis, Sake), obwohl Japan schon lange das metrische System eingeführt hat.
| Einheit | Kanji | Größe    | Liter      |
| ------- | ----- | -------- | ---------- |
| Shaku   | 勺    |          | ≈ 0,018039 |
| Gō      | 合    | 10 Shaku | ≈ 0,18039  |
| Shō     | 升    | 10 Gō    | ≈ 1,8039   |
| To      | 斗    | 10 Shō   | ≈ 18,039   |
| Koku    | 石    | 10 To    | ≈ 180,39   |

- Exakte Definition von 1891: 1 Shō = 2401/1331 Liter = 64,827 Sun3

## Gewicht
| Einheit     | Kanji  | Größe           | Gramm            |
| ----------- | ------ | --------------- | ---------------- |
| 1 Fun       | 分     |                 | 0,375 g = 375 mg |
| 1 Mom(me) b | 匁     | 10 Fun          | 3,75 g           |
| 1 Ryō       | 両     | 10 Momme        | 37,5 g           |
| 1 Kin       | 斤     | 160 Momme       | 600 g            |
| 1 Kam(me) c | 貫(目) | 1000 Momme      | 3750 g = 3,75 kg |
| 1 Shō       | 鍾     | 10.000 Momme    | 37,5 kg          |
| 1 Gan       | 岩     | 1.000.000 Momme | 3750 kg = 3,75 t |

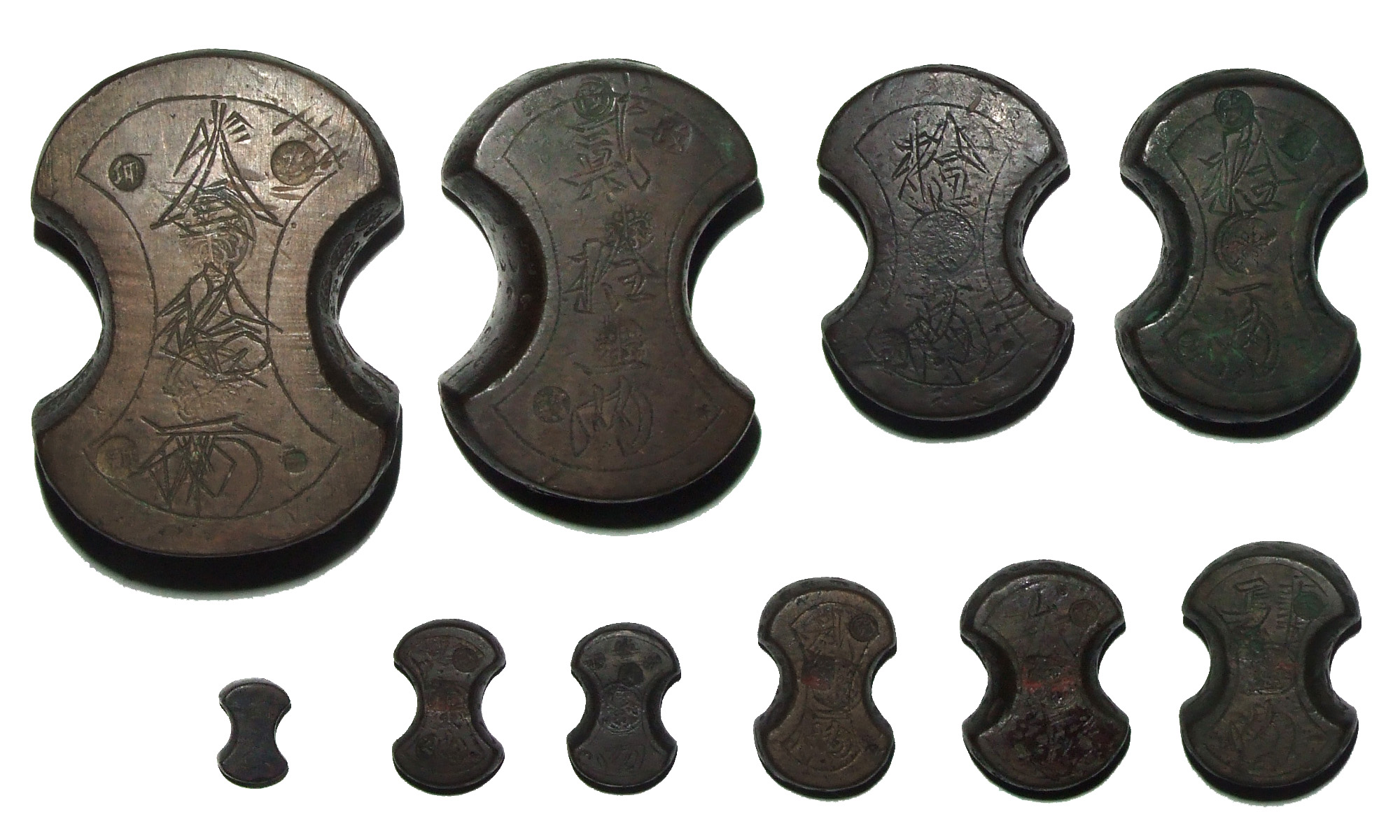
Historische Gewichte der Geldwechsler zur Edo-Zeit (v. links nach rechts; v. oben nach unten):
1. Reihe:
30 Ryō (參拾両 – 1124,66 g), 20 Ryō (貳拾両 – 749,07 g), 10 Ryō (拾両 – 374,02 g), 10 Ryō (拾両 – 374,62 g)
2. Reihe:
3 Mom(me) (三匁 – 11,19 g), 1 Ryō (壹両 – 37,47 g), 1 Ryō (壹両 – 37,45 g), 2 Ryō (貳両 – 74,89 g), 3 Ryō (參両 – 112,42 g), 4 Ryō (肆両 – 149,77 g)

- 1891 wurde 1 Kin – 斤 – (siehe auch Kätti) zu exakt 600 Gramm definiert.
- Das Ryō – 両 – entspricht dem chinesischen Tael.

Fußnoten

## Geld
Edo-Zeit (1603 bis 1868)
| Kupfer | 1 Mon       | 文     | = 1 Mon                      | Kupfermünze (vgl. Käsch) |
| Kupfer | 1 Hiki      | 疋     | = 10 Mon                     |                          |
| Kupfer | 1 Kammon    | 貫文   | = 100 Hiki = 1000 Mon        |                          |
| Silber | 1 Mō        | 毛     | = 1 Mō                       |                          |
| Silber | 1 Rin       | 厘     | = 10 Mō                      |                          |
| Silber | 1 Fun       | 分     | = 10 Rin = 100 Mō            |                          |
| Silber | 1 Mom(me) b | 匁     | = 10 Fun = 100 Rin = 1000 Mō | Silbermünze              |
| Silber | 1 Kam(me) c | 貫(目) | = 1000 Momme = 1.000.000 Mō  |                          |
| Gold   | 1 Shu       | 朱     | = 1 Shu                      |                          |
| Gold   | 1 Bu        | 分     | = 4 Shu                      |                          |
| Gold   | 1 Ryō       | 両     | = 4 Bu = 16 Shu              |                          |

Die Kurse zwischen Kupfer, Silber und Gold schwankten untereinander. 1 Ryō entsprach ca. 50–70 Momme-Silbermünzen und ca. 4000–8000 Mon-Kupfermünzen. Beispielsweise war der Kurs von 1842: 1 Ryō = 60 Momme = 6500 Mon. Das Geldwechseln wurde und wird heute noch als ryōgae (両替) d bezeichnet. Die gestreckt ovale Goldmünze Ryō wurde in der Edo-Zeit gewöhnlich Koban (小判) genannt.
Meiji-Zeit (ab 1868)
- 1 Yen – 円 – (Gold) = 100 Sen – 銭 – (Kupfer) = 1000 Rin – 厘
- 1 Sen = 10 Rin

## Nachbemerkung zum Shakkanhō
Einige der obigen Bezeichnungen sind eigentlich dimensionslos, sie geben nur eine Reihe von Zehner-Brüchen, wie Centi-, Milli-, an und tauchen daher an verschiedenen Stellen auf – ohne Dimension wie -meter, -liter. Dabei wurde das aus China übernommene System in seinen Bezeichnungen etwas modifiziert. In China drückte ein bu (分) 1/10 des Bezugsmaßes aus, ein rin (厘) 1/100. In Japan hieß (und heißt) das Zehntel ein wari (割), das bu oder bun wurde zum Hundertstel und das rin zum Tausendstel, das mō (毛) zum Zehntausendstel und shi (糸) zum Hunderttausendstel.